# Геза Унгарски
Вижте пояснителната страница за други личности с името Геза.
Геза Унгарски (на унгарски: Géza) е велик княз на Унгария, управлявал в периода 971 – 997 г., правнук е на велик княз Арпад, син на велик княз Такшон, майка му е била печенежка княгиня. Той е баща на първия унгарски крал Ищван I. Дъщерята на Геза Маргьорита е омъжена за българския княз Гаврил Радомир, впоследствие се развеждат. От този брак се твърди, че е роден Петър Делян, както и една дъщеря – Агата, омъжена според някои сведения за Едуард Изгнаника.
Геза е първият унгарски владетел, който осъзнава, че унгарците следва да приемат християнската вяра, за да бъдат признати от европейските държави. През 973 г. Геза изпраща посланици до император Ото I с молба да бъдат изпратени мисионери в Унгария. Първо кръщава сина си Вайк, получил християнското име Ищван, после урежда брачен съюз между сина си и Гизела, сестра на баварския крал Хенрик IV. Заедно с Гизела в страната пристигат и значителен брой германски пълководци, търговци и занаятчии.
За да неутрализира центробежните сили сред висшата унгарска аристокрация, оженва дъщерите си за Шамуел Аба и за дожа на Република Венеция Отоне Орсеоло. При неговата смърт остават само трима унгарски висши ръководители, които не признават централната власт: Копан, Дюла и Айтон.